# Kdo za pravdu hoří
Kdo za pravdu hoří (slovensky Kto za pravdu horí, původně také Sláva šľachetným nebo Sláva statočným) je původně báseň evangelického faráře Karola Kuzmányho z poloviny 19. století později vnímaná především jako píseň. Tiskem vyšla poprvé v literární příloze Slovenských národních novin Orel tatranský dne 4. dubna 1848 pod názvem Sláva šlechetním. 
Sám Kuzmány, který jinak publikoval převážně česky, vytvořil i českou variantu, kterou napsal dne 4. března 1852 ve Vídni do památníku Adely Ostrolúcké.. Vydání v Orlu navrhovalo možnost zpívat báseň na melodii německé písně Freiheit, die ich meine (jejím autorem byl Karl Groos), dokud někdo nesloží původní slovenský nápěv. Ten později složil Štefan Fajnor.

## Politický význam písně
V době, kdy bylo Slovensko součástí Uherska, byla píseň spolu s písněmi Hej, Slované a Nad Tatrou sa blýska považována za píseň vlasteneckou, plnící úlohu národní hymny. Na rozdíl od písně Nad Tatrou sa blýska, která byla slovenskou částí Československé hymny a od rozpadu Československa je hymnou samostatného Slovenska, a písně Hej, Slováci, která byla hymnou vazalského Slovenského štátu za druhé světové války, se ale nikdy oficiální slovenskou hymnou nestala, byť její první dvě sloky jsou hymnou Matice slovenské. 
I v období samostatného Slovenska ovšem zůstává Kto za pravdu horí mezi příležitostně diskutovanými kandidáty navrhovanými pro případ změny slovenské hymny. Když například při příležitosti vstupu Slovenska do Evropské unie v roce 2004 bývalý prezident Michal Kováč navrhoval změnu slovenské hymny, ozývaly se hlasy navrhující nahradit Nad Tatrou sa blýska právě písní Kto za pravdu horí nebo písní Aká si mi krásna.
V Čechách 19. století se píseň začala používat v pokrokovém a sociálně demokratickém prostředí. V 90. letech 19. století se píseň stala hymnou tzv. omladinářského hnutí okolo procesu s Omladinou. Dnes je píseň v Čechách spojena spíše s náboženstvím, byla součástí vícero prvorepublikových zpěvníků protestantských církví (byť třeba v oddíle věnovaném písním vlasteneckým) a je chápana i jako přihlášení se k odkazu Jana Husa. Píseň nazpívala také skupina Berani, kde působil Miloš Rejchrt.

## Text
česky:
1. Kdo za pravdu hoří v svaté oběti,

kdo za lidstva práva život posvětí,

kdo nad hlavou bídných  slzu vyroní:

tomu naše píseň slávou zazvoní

2. Kdo si stojí v slovu, byť se shrknul svět,

kdo si statečností v nebi věnec splet,

koho dar nesvede, hrozba neskloní:

tomu naše píseň slávou zazvoní

3. Bůh sám šlechetnosti nebe vystavil,

věčné on pro podlost peklo podpálil;

kdo ctí pravdu Boží, Boží zákony:

tomu naše píseň slávou zazvoní!
slovensky:
1. Kto za pravdu horí v svätej obeti,

kto za ľudstva právo život posvätí,

kto nad krivdou biednych slzu vyroní:

tomu moja pieseň slávou zazvoní.

2. Keď zahrmia delá, orol zaveje,

za slobodu milú kto krv vyleje,

pred ohnivým drakom vlasť kto zacloní:

tomu moja pieseň slávou zazvoní.

3. Kto si stojí slovu, čo priam zhŕkne svet,

komu nad statočnosť venca v nebi niet,

koho dar nezvedie, hrozba neskloní:

tomu moja pieseň slávou zazvoní.

4. Pán Boh šľachetnosti nebo vystavil,

večné on pre podlosť peklo podpálil;

kto ctí pravdy božskej Božské zákony:

tomu moja pieseň slávou zazvoní.